# Pilosocereus occultiflorus
Pilosocereus occultiflorus är en kaktusväxtart som beskrevs av P.J. Braun och Esteves. Pilosocereus occultiflorus ingår i släktet Pilosocereus och familjen kaktusväxter. Inga underarter finns listade i Catalogue of Life.